# Большой Варыж
Большо́й Вары́ж (удм. Баӟым Варыж) — деревня в Балезинском районе Удмуртии. Центр Большеварыжского сельского поселения.
Население — 249 человек (2007; 33 в 1961).
У деревни протекает речка Варыж, левый приток реки Пызеп.
В селе имеются 5 улиц: Молодёжная, Родниковая, Складская,  Труда, Центральная, и 2 переулка: Гаражный и Молодёжный.
ГНИИМБ — 1837 Индекс — 427532